# Dolichopus inconspicuus
Dolichopus inconspicuus är en tvåvingeart som beskrevs av Zetterstedt 1843. Dolichopus inconspicuus ingår i släktet Dolichopus, och familjen styltflugor. Arten är reproducerande i Sverige.